# Rugby 7 en los Juegos Panafricanos de 2023
El Rugby 7 en los Juegos Panafricanos de 2023 se llevó a cabo del 19 al 21 de marzo en el Estadio de Rugby de la Universidad de Ghana en Accra.

## Resultados
| Evento    | Oro    | Plata      | Bronce |
| --------- | ------ | ---------- | ------ |
| Masculino | Uganda | Zimbabue   | Kenia  |
| Femenino  | Uganda | Madagascar | Túnez  |

## Medallero
| Núm. | País       | Oro | Plata | Bronce | Total |
| ---- | ---------- | --- | ----- | ------ | ----- |
| 1    | Uganda     | 2   | 0     | 0      | 2     |
| 2    | Zimbabue   | 0   | 1     | 0      | 1     |
| 2    | Madagascar | 0   | 1     | 0      | 1     |
| 4    | Kenia      | 0   | 0     | 1      | 1     |
| 4    | Túnez      | 0   | 0     | 1      | 1     |